# 史蒂文斯維爾 (密歇根州)
史蒂文斯維爾（英語：Stevensville）是位於美國密歇根州貝林縣的一個村。

## 人口
根據2020年美國人口普查的數據，史蒂文斯維爾的面積為2.71平方千米，當中陸地面積為2.70平方千米，而水域面積為0.01平方千米。當地共有人口1147人，而人口密度為每平方千米423人。